# جورج غرين (عالم)
جورج جرين (بالإنجليزية: George Green)‏ (و. 1793 – 1841 م) هو رياضياتي، وفيزيائي من المملكة المتحدة . ولد في نوتينغهام .
توفي في نوتينغهام ، عن عمر يناهز 48 عاماً.

## التعليم
تعلم في جامعة كامبريدج

## روابط خارجية
- جورج جرين على موقع الموسوعة البريطانية (الإنجليزية)